# Synedoida brunneifasciata
Synedoida brunneifasciata là một loài bướm đêm trong họ Erebidae.